# Никола Лекић (револуционар)
Никола Лекић (Сеоца, код Бара, 1909 — Пљевља, 1. децембар 1941), револуционар и учесник Народноослободилачке борбе.

## Биографија
Рођен је 1909. године у селу Сеоца, код Бара.
По занимању је био банкарски чиновник. Члан Комунистичке партије Југославије (КПЈ) постао је 1931. године. Био је секретар Месног комитета КПЈ за Бар, а потом и секретар Покрајинског комитета КПЈ за Црну Гору и Боку, од 1934. до 1936. године. Био је уредник илегалног партијског листа „Удар”.
Приликом велике полицијске провале у партијску организацију у Црној Гори, половином 1936. године, заједно са Ристом Лекићем је емигрирао у Краљевину Албанију. По повратку у земљу, децембра 1937. године, по партијском задатку се легализовао, због чега је био ухапшен и осуђен због комунистичке делатности на две године затвора.
На Осмој покрајинског конференцији КПЈ за Црну Гору и Боку, августа 1940. године, био је изабран за члана Покрајинског комитета и за делегата за Пету земаљску конференцију КПЈ.
Био је учесник је Народноослободилачке борбе од 1941. године.
Погинуо је у Пљеваљској битци, 1. децембра 1941. године.